# Pont de la Manda
Le pont de la Manda est un pont routier franchissant le Var dans le département des Alpes-Maritimes.
Un premier pont routier-ferroviaire est construit à la fin du XIXe siècle permettant le passage de la ligne Central-Var. Détruit en 1944, il est remplacé par l'actuel pont de la Manda.

## Voir aussi

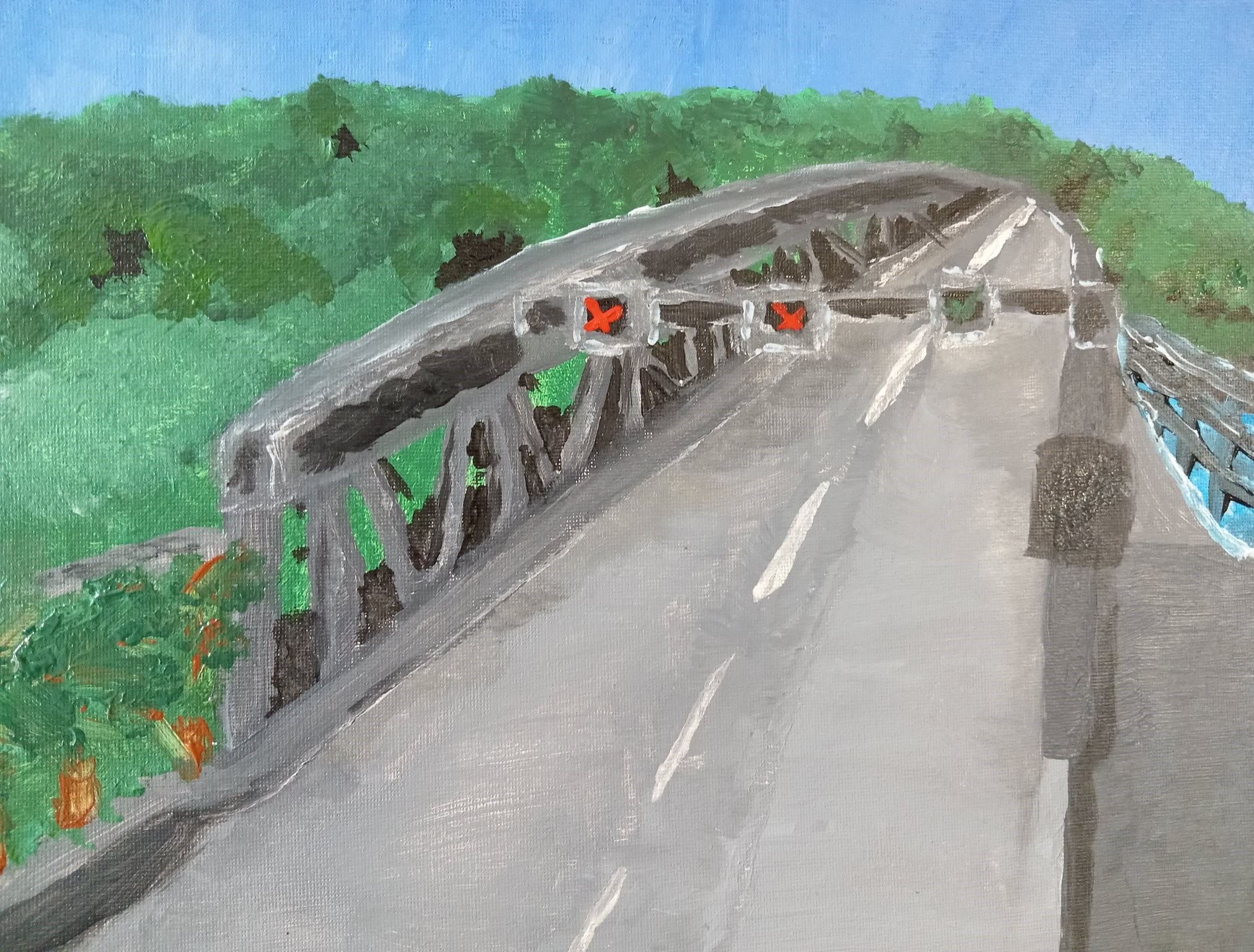
Peinture du Pont de la Manda par l'artiste carrossois Donovan Kajuu.